# Station Dunton Green
Dunton Green is een spoorwegstation van National Rail in Sevenoaks in Engeland. Het station is eigendom van Network Rail en wordt beheerd door Southeastern. Het station is geopend in 1868.

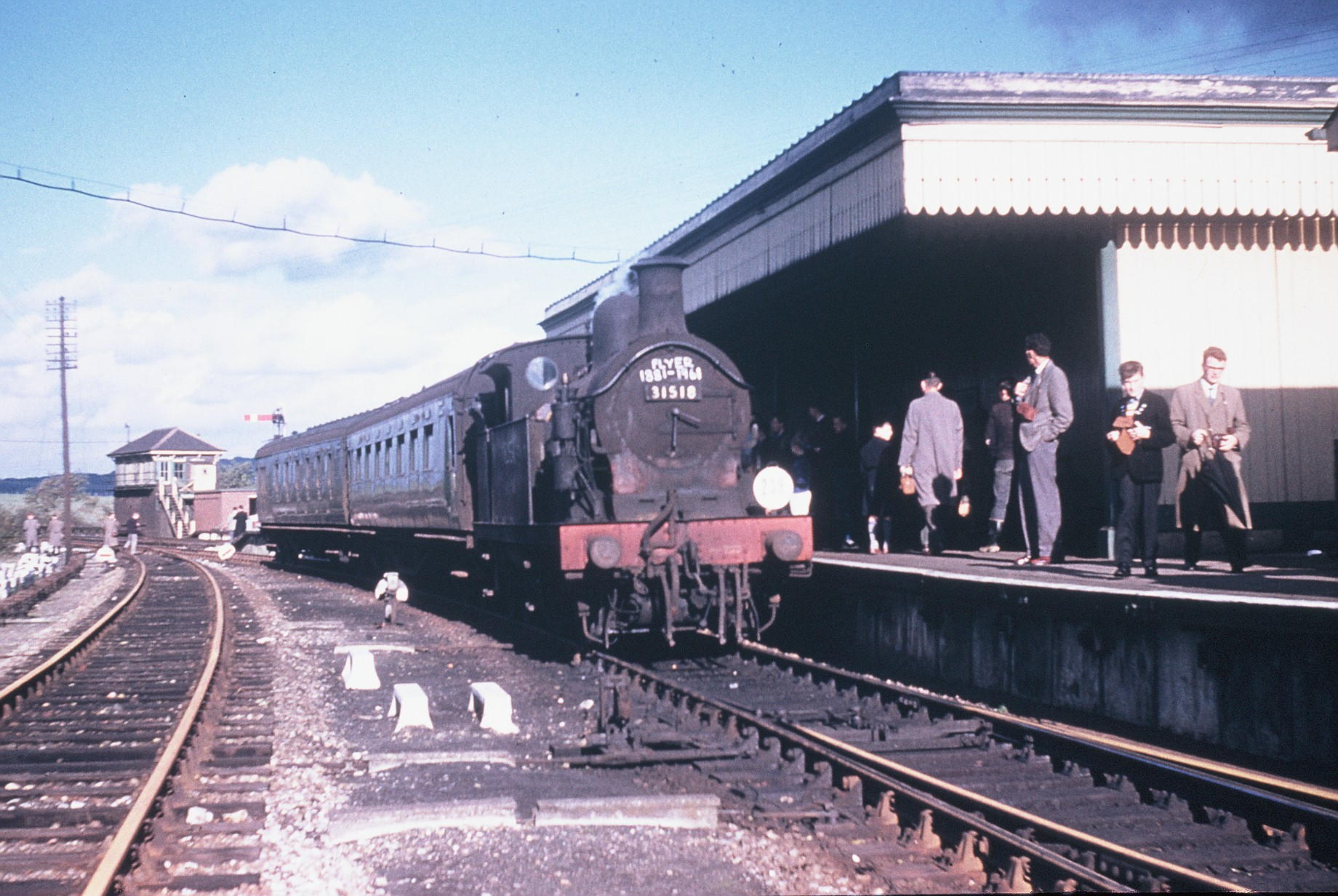
Station Dunton Green in 1961